# یوجیرو نودا
یوجیرو نودا (انگلیسی: Yojiro Noda؛ زادهٔ ۵ ژوئیهٔ ۱۹۸۵) خواننده-ترانه‌پرداز، بازیگر، گیتارنواز، آهنگساز، و ترانه‌سرا اهل ژاپن است. وی از سال ۲۰۰۱ میلادی تاکنون مشغول فعالیت بوده‌است.